# Georgi Timofejewitsch Beregowoi
Georgi Timofejewitsch Beregowoi (russisch Георгий Тимофеевич Береговой; * 15. April 1921 in Fjodoriwka, heute Oblast Poltawa, Ukraine; † 30. Juni 1995 in Moskau) war ein sowjetischer Kosmonaut.

## Leben
Nach seinem Schulabschluss arbeitete er zunächst im Eisenhüttenwerk von Jenakijewo und trat zeitgleich einem Aeroklub bei. 1938 trat er in die Rote Armee ein und wurde bis 1941 an der Militärfliegerschule Woroschilowgrad ausgebildet. Im Zweiten Weltkrieg flog er als Schlachtflieger 185 Kampfeinsätze, wurde dreimal abgeschossen und erhielt den Bogdan-Chmelnizki-Orden III. Klasse. Im Oktober 1944 wurde er als Staffelkommandeur des 90. Gardeschlachtfliegerregiments im Rang eines Hauptmanns als Held der Sowjetunion ausgezeichnet.
Nach dem Krieg absolvierte Beregowoi von 1945 bis 1948 Kurse zur Ausbildung zum Testpiloten. Diesen Beruf, in dem er über 60 Flugzeuge erprobte, übte er anschließend bis 1964 aus. Daneben begann er ein Fernstudium an der Akademie der Luftstreitkräfte der UdSSR, welches er 1956 abschloss. Im Jahre 1961 wurde ihm der Titel Verdienter Testpilot der UdSSR verliehen. Er wurde mit der zweiten sowjetischen Kosmonautengruppe (auf Drängen des Marschalls Rudenko und mit ausdrücklichen Empfehlungen des Leiters der Kosmonautenausbildung Nikolai Kamanin und des Raketenkonstrukteurs Sergei Koroljow) ausgewählt und ab Frühjahr 1964 ausgebildet. 

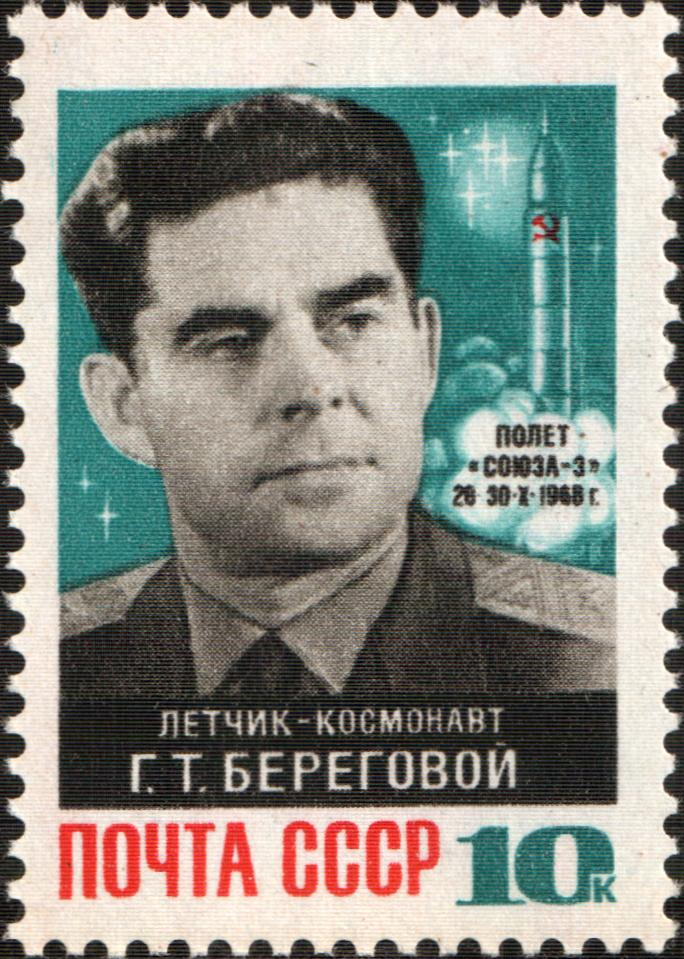
Georgi T. Beregowoi auf einer sowjetischen Briefmarke (1968)

Ab 1965 bereitete sich Beregowoi zusammen mit drei weiteren Kosmonauten für einen dritten Flug im Rahmen des Woschod-Programms vor. Dieser war für den Sommer 1966 geplant, wurde jedoch kurz zuvor abgesagt.
Im Oktober 1968 absolvierte Beregowoi als Pilot (Rufname Argon) von Sojus 3 seinen ersten und einzigen Raumflug. Zu dieser Zeit war er mit 47 Jahren der älteste Mensch, der in den Weltraum geflogen war; er ist auch unter allen Menschen, die je einen (nicht nur suborbitalen) Raumflug unternommen haben, der am frühesten geborene. Während der viertägigen  Mission unternahm er ein misslungenes Andockmanöver mit dem unbemannten Raumschiff Sojus 2. 
Ab April 1969 war Beregowoi Erster Stellvertretender Leiter des Juri-Gagarin-Kosmonautentrainingszentrums und wurde im Juni 1972 zum Leiter des Zentrums ernannt. Dieses Amt hatte er bis Januar 1987 inne.
1970 wurde Beregowoi in den Obersten Sowjet gewählt. In dieser Zeit war er Vizepräsident der Gesellschaft für sowjetisch-ungarische Freundschaft und Vorsitzender der Gesellschaft für sowjetisch-französische Freundschaft. 1974 wurde er wiedergewählt und ihm der akademische Grad eines Doktors der Psychologie verliehen.
1995 starb Beregowoi in Moskau.
Der Asteroid (6319) Beregovoj wurde nach ihm benannt.